# Eduard von Schrader

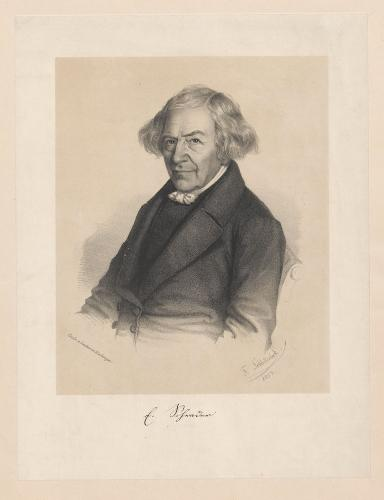
Eduard Schrader

Heinrich Eduard Siegfried Schrader, ab 1853 von Schrader, (auch Heinrich Eduard Schrader; * 31. März 1779 in Hildesheim; † 16. August 1860 in Tübingen) war ein deutscher Rechtswissenschaftler, Rechtshistoriker und Hochschullehrer.

## Leben

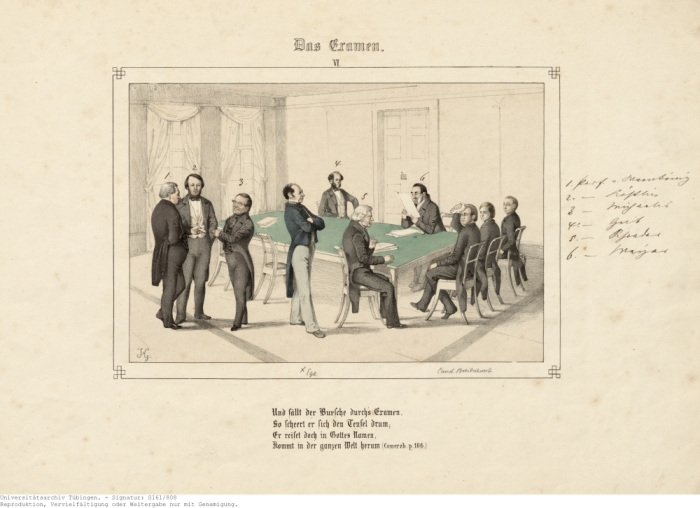
Juristisches Staatsexamen in Tübingen um 1851/52. Markierte Personen:
1. Leopold August Warnkönig, 1844–1858 o. Prof. für römisches Recht, Rechtsgeschichte und Kirchenrecht in Tübingen;
2. Christian Reinhold Köstlin, 1851–1856 o. Prof. des Strafrechts;
3. Adolf Michaelis, 1822–1863 o. Prof. für deutsches Recht und Kirchenrecht;
4. Gustav Geib, 1851–1864 o. Prof. für Strafrecht und Strafverfahren in Tübingen;
5. Eduard (von) Schrader, 1810–1858 o. Prof. für Röm. Recht und Rechts- und Verfassungsgeschichte in Tübingen;
6. Max Samuel (von) Mayer, 1837–1862 o. Prof. für Röm. Recht und Zivilprozeßrecht in Tübingen.

Schrader absolvierte das evangelische Gymnasium Andreanum und ging 1798 an die Universität Helmstedt, um sich wie vorgesehen dem Studium der Theologie sowie nebenbei dem Studium der Mathematik zu widmen. Er wechselte 1800 an die Universität Halle um sich vollständig dem Studium der Mathematik widmen zu können, entdeckte dort allerdings die Rechtswissenschaft als seine bevorzugte Wissenschaft. Um in dieser Wissenschaft eine bessere Ausbildung zu erhalten, wechselte er 1801 an die Universität Göttingen. Dort widmete er sich dem Studium unter der Schule von Gustav von Hugo. Am 20. Juli 1803 erfolgte seine Promotion zum Dr. iur. utr. an der Göttinger Universität und kurz darauf, am 21. August 1803, dort die Habilitation und die Ernennung zum Privatdozenten.
Schrader wurde 1804 als außerordentlicher Professor der Rechte und der Philosophie an die Universität Helmstedt berufen, 1808 zum ordentlichen Professor der Rechte ernannt und 1810 in Helmstedt zum Dr. phil. promoviert. Als die Universität Helmstedt aufgelöst wurde, versetzte man ihn zum 9. Februar 1810 als ordentlicher Professor der Rechte an die Universität Marburg, an der er jedoch nur kurz verblieb.
Schrader folgte im August 1810 einem Ruf an die Universität Tübingen, an der er eine ordentliche Professur der Rechte erhielt. Von 1813 bis 1817 war er als Obertribunalrat zudem am Obertribunal in Tübingen tätig. Er hatte in seiner Tübinger Zeit viermal das Rektorat der Universität inne, so war er in den Jahren 1815/1816, 1820, 1823/1824 und 1831/1832 Rektor. Durch die Verleihung des Komturkreuzes des Ordens der Württembergischen Krone wurde Scheider am 12. Juli 1853 in den persönlichen Adelstand erhoben.
Am 11. August 1858 ließ er sich auf eigenen Antrag in den Ruhestand versetzen. In diesem Zuge erfolgte die Ernennung zum Ehrenmitglied des akademischen Senats und der juridischen Fakultät der Tübinger Universität.

## Werke (Auswahl)
- Commentatio de nexu Successionis ab intestato et querelæ inofficiosi testamenti. Dieterich, Göttingen 1802. (Digitalisat)
- Abhandlungen aus dem Civilrechte. Hahn, Hannover 1808. (Digitalisat)
- Die Prätorischen Edicte der Römer auf unsere Verhältnisse übertragen, ein Hauptmittel unser Recht allmälich gut und volksmäszig zu bilden. Landes-Industrie-Comptoir, Weimar 1815. (Digitalisat)
- Civilistische Abhandlungen. Landes-Industrie-Comptoir, Weimar 1816. (Digitalisat)
- Corpus iuris civilis. Reimer, Berlin 1832. (Digitalisat)
- Editionis digestorum Tubingensis specimen complectens Digestorum de origine iuris. Reimer, Berlin 1837. (Digitalisat)